# Robert Everard Woodson
Robert Everard Woodson, född den 28 april 1904 i Saint Louis, Missouri, död den 6 november 1963 i Saint Louis, Missouri, var en amerikansk botaniker.
Woodson examinerades 1929 vid Washington University in St. Louis, där han senare undervisade och var professor mellan 1945 och 1963. Han var dessutom kurator vid Missouri Botanical Garden.
Auktorsnamnet Woodson kan användas för Robert Everard Woodson i samband med ett vetenskapligt namn inom botaniken; se Wikipediaartiklar som länkar till auktorsnamnet.